# Herpyllus convallis
Herpyllus convallis är en spindelart som beskrevs av Chamberlin 1936. Herpyllus convallis ingår i släktet Herpyllus och familjen plattbuksspindlar. Inga underarter finns listade i Catalogue of Life.